# 小行星375043
小行星375043（375043 Zengweizhou），臨時編號2007 JV22，是一顆位於小行星帶的小行星。2007年5月11日由葉泉志、林宏欽發現於國立中央大學鹿林天文台。
2015年8月29日以中國已故業餘天文學家曾維舟命名。